# Bulbophyllum curvicaule
Bulbophyllum curvicaule là một loài phong lan thuộc chi Bulbophyllum.